# Tenzin Gjaco

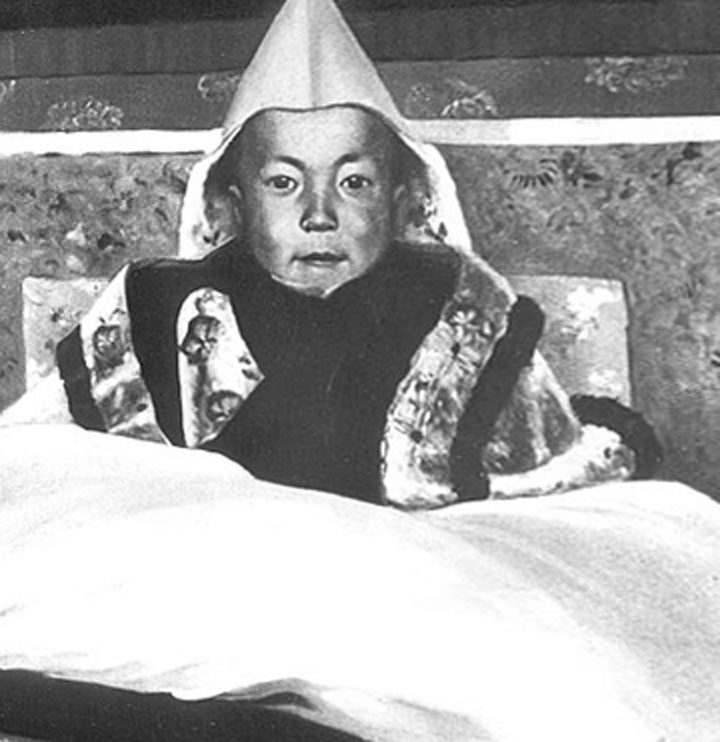
XIV Dalajlama w dzieciństwie

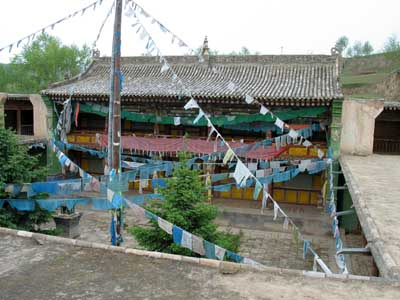
Miejsce narodzin XIV Dalajlamy

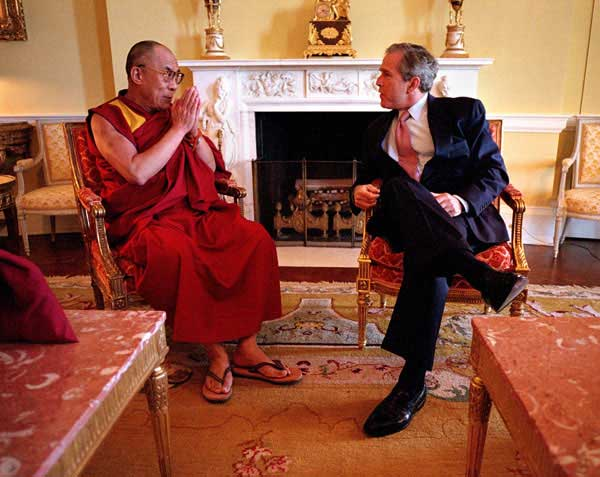
Tenzin Gjaco i George W. Bush w Białym Domu

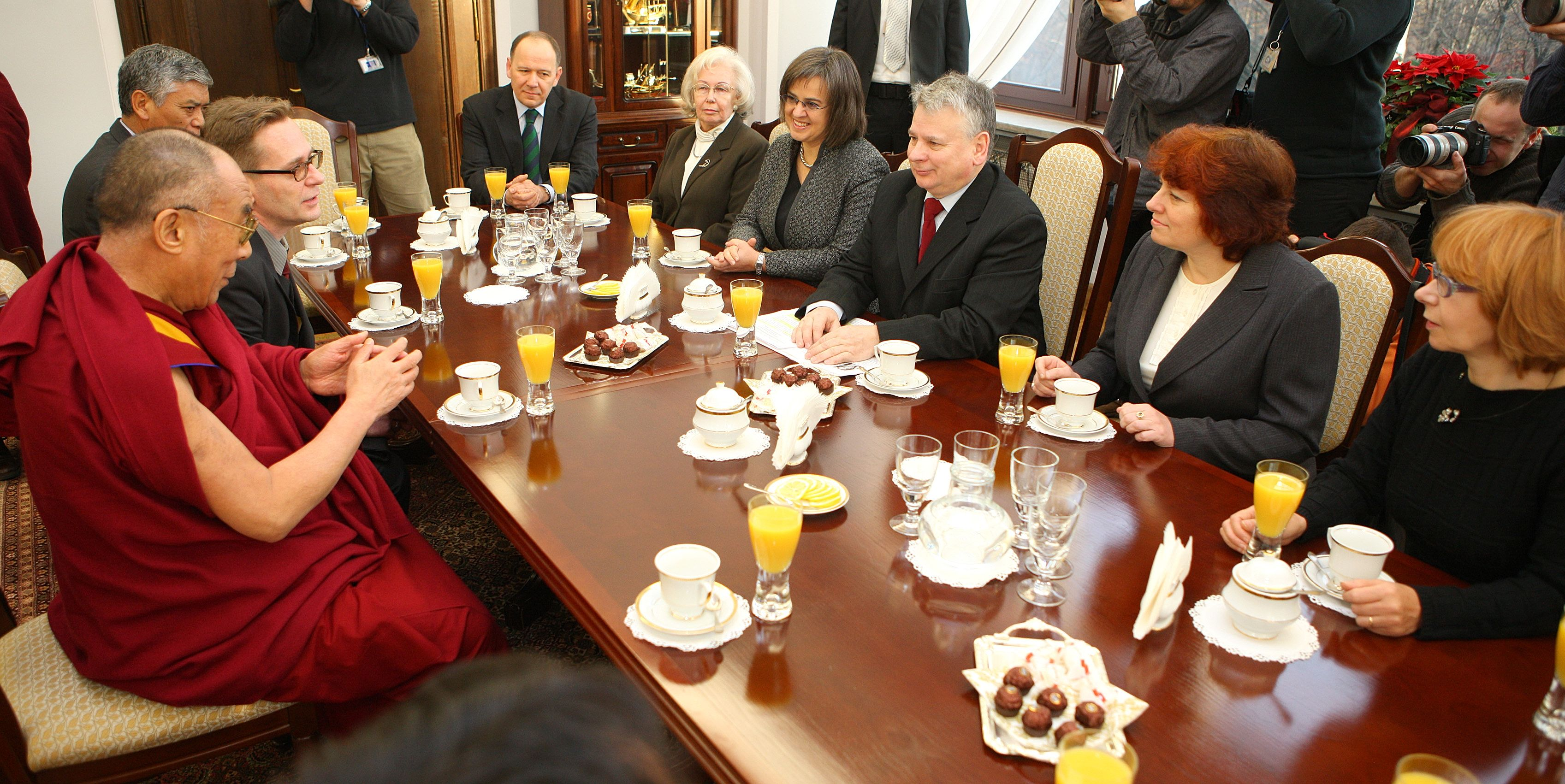
XIV Dalajlama podczas wizyty w Senacie (2008)

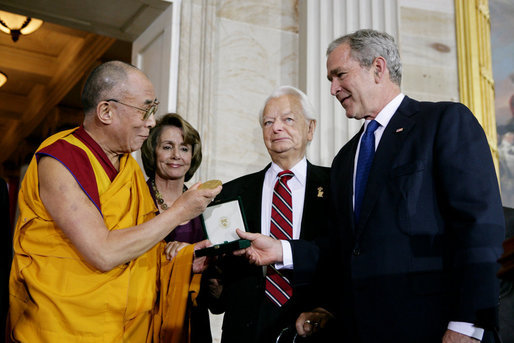
XIV Dalajlama otrzymuje Złoty Medal Kongresu, 17 października 2007

Tenzin Gjaco, XIV Dalajlama, tyb. ལྷ་མོ་དོན་འགྲུབ་, [tɛ̃ ́tsĩ càtsʰo], wylie: bstan ’dzin rgya mtsho, ZWPY: Dainzin Gyaco (ur. 6 lipca 1935) – duchowy i polityczny przywódca narodu tybetańskiego, laureat Pokojowej Nagrody Nobla (1989).

## Życiorys
Urodził się w chłopskiej rodzinie, w miejscowości Takcer w północno-wschodnim Tybecie, niedaleko miasta Xining jako Lhamo Dondrub (tyb. ལྷ་མོ་དོན་འགྲུབ་, IPA: [l̥ámo tʰø̃ ̀ɖup]). W wieku dwóch lat chłopiec po długich i zgodnych z wielowiekową tybetańską tradycją poszukiwaniach kolejnych wcieleń dalajlamów został rozpoznany jako inkarnacja XIII Dalajlamy, Thuptena Gjaco. Wyświęcono go na mnicha i nadano imię duchowe: Dzietsyn Dziambel Ngałang Losang Jeszie Tenzin Gjaco – Najczcigodniejszy, Doskonałej Chwały, Elokwentny, Inteligentny Dzierżawca Nauk, Ocean Mądrości. Jednak tybetańscy buddyści zazwyczaj mówią o nim Yeshe Norbu – Klejnot spełniający życzenia lub Kundun – Obecność. Na Zachodzie, podobnie jak papież, jest tytułowany Jego Świątobliwość, używa się również skróconej formy imienia duchowego: Tenzin Gjaco.

### Narodziny i rozpoznanie
Przyszedł na świat tuż przed świtem, 6 lipca 1935 roku w wiosce Takcer w północno-wschodnim Tybecie jako dziewiąte dziecko ubogich rolników. Matka, Deczi Cering, powiła go w należącej do rodzinnego gospodarstwa oborze. Szyja noworodka była okręcona przez pępowinę, co według interpretacji duchownych znamionowało posiadanie wielu zasług z poprzednich wcieleń. Według zapisków prowadzonych przez przewodniczącego komisji poszukiwawczej, Keucanga Rinpocze (Keutsanga Rinpocze), niedługo po przyjściu na świat chłopca w najbliższej okolicy jego domu rodzinnego pojawiło się duże stado kruków, ptaków związanych z I, VII, VIII i XII Dalajlamą.

### Działalność polityczna
22 lutego 1940 został intronizowany jako XIV Dalajlama. 17 listopada 1950, po wkroczeniu Chińskiej Armii Ludowo-Wyzwoleńczej w październiku tego samego roku do Tybetu, otrzymał pełną władzę polityczną. Od czasu upadku powstania w 1959 roku przebywa na emigracji w Indiach, gdzie w Dharamsali kieruje emigracyjnym rządem swojego kraju, będącego obecnie częścią Chińskiej Republiki Ludowej. 10 marca 2011 zapowiedział w oświadczeniu wydanym z okazji Tybetańskiego Dnia Powstania Narodowego swoją rezygnację z pełnionych funkcji politycznych, na rzecz przywódcy wybranego w sposób demokratyczny.

### Wizyty w Polsce
Dalajlama odwiedził Polskę 7 razy:
- 1993[9]
- 2000: z okazji inauguracji projektu biblioteczno-naukowego „Biblioteka Dalekowschodnia” w Książnicy Pomorskiej w Szczecinie. Mnich podarował bibliotece dwie cenne sutry: Sutrę Diamentowej Klingi i Sutrę Doskonałości Mądrości w Ośmiu Tysiącach Wersetów[10]
- grudzień 2008[11] na zaproszenie Marszałka Senatu Bogdana Borusewicza uczestniczył w obchodach 25-lecia przyznania Lechowi Wałęsie Nagrody Nobla
- 2009[12]
- 22–23 września 2010
- październik 2013 (w ramach odbywającego się w Warszawie 13. Szczytu Noblistów)[13]
- 19–23 września 2016 (Wrocław, Świdnica)

### Zapowiadane zakończenie obecnego wcielenia
XIV Dalajlama zapowiada, że będzie żył 113 lat w obecnym wcieleniu, czyli odejdzie w roku 2048 lub 2049. 10 marca 2011 oświadczył, że „dobrowolnie rezygnuje ze swojej dalszej reinkarnacji” (zob. więcej w sekcji Działalność polityczna). Tradycją w linii dalajlamów jest, że informują oni o swoich datach śmierci i datach ponownych inkarnacji. Wybrani dostojnicy buddyjscy wędrują po kraju, starając się odnaleźć dziecko, kolejną inkarnację i oficjalnie potwierdzają ten fakt.  

## Dokonania

### Publikacje
Publikacje książkowe Tenzina Gjaco:
- My Land and My People (1962)
- The Opening of the Wisdom Eye (1966)
- The Buddhism of Tibet and the Key to the Middle Way (1975)
- Universal Responsibility and the Good Heart (1977)
- Deity Yoga (wraz z Jeffreyem Hopkinsem, 1981)
- Four Essential Buddhist Commentaries (1982)
- Collected Statements, Interviews & Articles (1982)
- Advice from Buddha Shakyamuni (1982)
- Kindness, Clarity and Insight (1984)
- Opening the Mind and Generating a Good Heart (1985)
- Opening of the Eye of New Awareness (1985)
- Kalachakra Tantra – Rite of Initiation (wraz z Jeffreyem Hopkinsem, 1985)
- Tantra in Tibet (wraz z Jeffreyem Hopkinsem, książka zawiera również jedno z pism Congkhapy, 1987)
- The Union of Bliss & Emptiness (1988)
- Transcendent Wisdom (1988)
- The Dalai Lama at Harvard (1988)
- The Bodhgaya Interviews (1988)
- Ocean Of Wisdom (1989)
- Policy of Kindness (1990)
- The Nobel Peace Prize and the Dalai Lama (1990)
- My Tibet (wraz z Galenem Rowellem, 1990)
- The Global Community & the Need for Universal Responsibility (1990)
- Freedom in Exile (1990, 1991; wydanie polskie Wolność na wygnaniu. Autobiografia, 1993)
- Path to Bliss (1991)
- Mind Science – An East – West Dialogue (wraz z Herbertem Bensonem, Robertem A. Thurmanem, Howardem E. Gardnerem i Danielem Golemanem, 1991)
- Cultivating a Daily Meditation (1991)
- Gentle Bridges – Conversations with the Dalai Lama on the Sciences of the Mind (wraz z Jeremym Haywardem i Franciskiem Varelą, 1992)
- Worlds in Harmony (1992)
- Generous Wisdom – Commentaries on the Jatakamala (1993)
- Words of Truth (1993)
- A Flash of Lightning in the Dark of Night (1994)
- The World of Tibetan Buddhism (1995)
- The Way to Freedom (1995; wydanie polskie Droga do wolności, 1998)
- The Spirit of Tibet: Universal Heritage – Selected Speeches and Writings (1995)
- The Power of Compassion (1995; wydanie polskie Moc współczucia, 1996)
- The Path to Enlightenment (1995)
- His Holiness the Dalai Lama Speeches Statements Articles Interviews from 1987 to June 1995 (1995)
- Dimensions of Spirituality (1995)
- Dialogues on Universal Responsibility and Education (1995)
- Commentary on the Thirty Seven Practices of a Bodhisattva (1995)
- Awakening the Mind, Lightening the Heart (1995; wydanie polskie Przebudzanie umysłu, rozświetlanie serca, 1998)
- The Good Heart – A Buddhist Perspective on the Teachings of Jesus (1996)
- Beyond Dogma (1996)
- Buddha Nature (1997)
- Sleeping, Dreaming and Dying (1997)
- Love, Kindness and Universal Responsibility (1997)
- The Joy of Living and Dying in Peace (1997)
- The Heart of Compassion (1997)
- Healing Anger – The Power of Patience from a Buddhist Perspective (1997)
- The Gelug/Kagyu Tradition of Mahamudra (wraz z Alexandrem Berzinem, 1997)
- Spiritual Advice for buddhists and Christians (1998)
- The Political Philosophy of His Holiness the Dalai Lama – Selected Speeches and Writings (1998)
- The Path to Tranquillity – Daily Meditations (1998)
- The Four Noble Truths (1998)
- The Art of Happiness (wraz z Howardem C. Cutlerem, 1998; wydanie polskie Sztuka szczęścia. Poradnik życia, 2000)
- The Power of Buddhism (wraz z Jean-Claude Carrière, 1999; wydanie polskie Siła buddyzmu. Jak lepiej żyć we współczesnym świecie, 2008)
- Imagine All the People – The Dalai Lama on Money, Politics and Life as it Coud Be (wraz z Fabien Ouaki, 1999)
- Introduction to Buddhism (1999)
- Training the Mind (1999)
- The Little Book of Buddhism (1999)
- The Heart of the Buddha’s Path (1999)
- Consciousness at the Crossroads – Conversations with the Dalai Lama on Brain Science and Buddhism (rozmowa z uczestnikami konferencji Brain Science and Buddhism, 1999)
- Ancient Wisdom, Modern World – Ethics for a New Millennium (1999; wydanie polskie Etyka na nowe tysiąclecie, 2000)
- Essential Teachings (1999)
- Buddha Heart, Buddha Mind – Living the Four Noble Truths (2000)
- Dalai Lama’s Book of Wisdom (2000)
- The Little Book of Wisdom (2000)
- Transforming the Mind (2000)
- A Simple Path (2000)
- The Meaning of Life – Bhuddhist Perspectives on Cause and Effect (2000)
- The Transformed Mind – Reflections on Truth, Love and Happiness (2001)
- Stages of Meditation (2001)
- An Open Heart (2001)
- Pocket Dalai Lama (2002)
- Illuminating the Path to Enlightenment (2002)
- How to Practice (2002)
- Essence of the Heart Sutra (2002)
- Advice on Dying (2002)
- Healing Emotions – Conversation with the Dalai Lama on Emotions and Health (2003)
- Heart of Compassion (2003)
- 365 – Dalai Lama Daily Advice from the Heart (2003)
- Art of Happiness at Work (wraz z Howardem C. Cutlerem, 2003; wydanie polskie Sztuka szczęścia w pracy, 2004)
- Warm Heart Open Mind (2003)
- The Compassionate Life (2003)
- Destructive Emotions (wraz z Danielem Golemanem, 2004)
- Practicing Wisdom – The Perfection of Shantideva’s Bodhisattva Way (2004)
- New Physics and Cosmology – Dialogues with the Dalai Lama (wraz z Arthurem Zajoncem i Zarą Houshmand, 2004)
- Dzogchen: Heart Essence of the Great Perfection (2004)
- The Wisdom of Forgiveness (wraz z Victorem Chanem, 2004; wydanie polskie Dalajlama nieznany. Niezwykła siła przebaczenia)
- Many Ways to Nirvana (2004)
- Path of Wisdom, Path of Peace – A Personal Conversation (wraz z Felizitas von Schönborn, 2005)
- Lighting the Path, Teachings on Wisdom and Compassion (2005)
- Widening the Circle of Love (2005)
- The Universe in a Single Atom – The Convergence of Science and Spirituality (2005)
- Yoga Tantra – Paths to Magical Seats (wraz z Jeffreyem Hopkinsem, 2005)
- Teachings on je Tsong Khapa’s Three Pincipal Aspects of the Path (2006)
- Activating Bodhichitta and a Meditation on Compassion (2006)
- Mind in Comfort and Ease – The Vision of Enlightenment in the Great Perfection (2007)
- Dalai Lama at MIT (2008)
- In My Own Words – An Introduction to My Teachings and Philosophy (2008)
- Becoming Enlightened (2009)
- Emotional Awareness (wraz z Paulem Ekmanem, 2009)
- Art of Happiness in a Troubled World (wraz z Howardem C. Cutlerem, 2009; wydanie polskie Sztuka szczęścia w trudnych czasach, 2010)
- All You Ever Wanted to Know About Happiness, Life and Living (2009; wydanie polskie Rozmowy z Dalajlamą o życiu, szczęściu i przemijaniu, 2010)
- Leaders’s Way – Business, Buddhism and Happiness in an Interconnected World (wraz z Laurensem van den Muyzenbergiem, 2009; wydanie polskie Droga przywódcy. Studium buddyzmu i jego znaczenia w dobie globalizacji, 2009)
- The Middle Way – Faith Grounded in Reason (2009)
- Toward a True Kinship of Faiths (2010)
- My Spiritual Journey (wraz z Sofią Stril-rever, 2010)
- Beyond Religion: Ethics for a Whole World (2011)
- The Wisdom of Compassion (wraz z Victorem Chanem, 2013)

### Filmy
XIV Dalajlama wystąpił w licznych filmach dokumentalnych dotyczących Tybetu (między innymi When the Dragon Swallowed the Sun., Tibet: El techo del mundo, Ce qu’il reste de nous, Dalai Lama – filozof nadziei i ludzkiego współodczuwania). Ekranizacją życia XIV Dalajlamy, do momentu ucieczki do Indii jest film Martina Scorsese pt. Kundun – życie Dalaj Lamy. Dalajlama jest także kluczową postacią również opartego na faktach filmu Siedem lat w Tybecie.

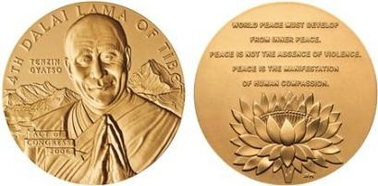
Złoty Medal Kongresu przyznany Dalajlamie w 2007

### Odznaczenia
- Order Uśmiechu (międzynarodowy)[19]
- Order Ecce Homo[20][21] – polskie odznaczenie kościelne przyznane w 2001 za nieustanne świadectwo prowadzenia walki o niepodległość Tybetu orężem dialogu, pozbawionym przemocy, w duchu tolerancji, za umiejętne łączenie trudnych i ciężkich spraw politycznych z łagodnością i lekkością uśmiechu, za delikatne i zarazem konkretne przypominanie prawa do samostanowienia Narodów[22]
- Order Białego Lotosu (Kałmucja, Rosja, 10 grudnia 2006)[23]
- Złoty Medal Kongresu (Stany Zjednoczone, 17 października 2007)[24]

### Nagrody i wyróżnienia
- The Ramon Magsaysay Award for Community Leadership (1959)
- The Admiral Richard E. Byrd Memorial Award (1959)[25]
- The Lincoln Award (1960)[25]
- Klucze do Los Angeles (1979)[26]
- Klucze do San Francisco (1979)
- Medal Specjalny Azjatyckiej Buddyjskiej Rady Pokoju (1979)[25]
- Nagroda im. dr. Leopolda Lucasa (1988)[25]
- Le Prix de la Memorie (1989)[25]
- Pokojowa Nagroda Nobla (1989)
- Nagroda Shiromani (1991)[25]
- Nagroda Ziemi (1991)[25]
- Wheel of Life Award (1991)[25]
- Nagroda Syjonistycznej Organizacji Kobiet Hadassah za całokształt dokonań (1999)
- Człowiek Roku Chorwackiej Akademii Nauk (2002)[27]
- Klucze do Nowego Jorku (2005)
- Miejsce na liście najbardziej wpływowych bohaterów i ikon według „Time” (2004[28], 2005[29])
- Najbardziej wpływowy lider polityczny według „Time” (2008)[30]
- 46. miejsce w rankingu 50 najbardziej wpływowych ludzi świata, opublikowanym przez Newsweek (2008)[31][32]
- Niemiecka Nagroda Mediów (2009)[33][34]
- Nagroda Fundacji Jana Langosza[35][36]
- Międzynarodowa Nagroda Wolności (2009)[37]
- Fetzer Prize (z arcybiskupem Desmondem Tutu, 2009)[38]
- 39. miejsce w rankingu najpotężniejszych ludzi świata, opublikowanym przez Forbes (2009)[39]
- Medal Zasługi dla Demokracji (2010)[40]
- International Freedom Conductor Award (2010)[41]
- Nirmala Deshpande Memorial Award for Peace and Global Harmony (2010)[42]
- Klucze do Mariboru (2010)[43]
- Menschen in Europa Award (2010)[44]
- Medal „Zawsze solidarni” (2010; NSZZ „Solidarność”)[45]
- Harry T. Wilkes Leadership Award (2010)
- Nagroda Templetona (2012)[46]

### Doktoraty honoris causa i inne honorowe stopnie naukowe
Poniżej wymieniono niektóre uczelnie, które przyznały XIV Dalajlamie doktorat honorowy bądź inny honorowy stopień naukowy. O ile nie podano inaczej, są to doktoraty. W nawiasach podano datę przyznania wyróżnienia.
- Benares Hindu University (1957)[47]
- Uniwersytet Paryski (1984)[25]
- Uniwersytet Karnataka w Dharwad (1990)[25]
- Uniwersytet Boloński (1990)[25]
- Uniwersytet Andra w Visakapatnam (1992)
- Melbourne University (1992)
- Pontifica Universidade de São Paulo (1992)
- Berea College w Kentucky (1994)[48]
- Columbia University w Nowym Jorku (1994)
- Uniwersytet Sun Jat-sena w Kaohsiung (1997)
- Brandeis University w Bostonie (1998)
- Emory University w Atlancie (1998)
- Uniwersytet Komeńskiego w Bratysławie (2000)[49]
- Mongolski Uniwersytet Państwowy (7 listopada 2002)[50]
- University of Puerto Rico w San Juan (2004)[51]
- Uniwersytet Iberoamerykański w Meksyku (2004)[52]
- Uniwersytet w Tartu (2005)
- Uniwersytet Ben Guriona w Beer Szewie
- Southern Cross University w Lismore
- Uniwersytet Jagielloński w Krakowie (2008)[53]
- Delhi University (2009)
- Uniwersytet w Marburgu (2009)[54]
- Broward College w Davie (2010, bakalaureat honoris causa)[55]
- University of Northern Iowa (2010)[56]
- Miami University[57]
- Jamia Millia Islamia University w Delhi (2010)[58]
- Central University of Himachal Pradesh (2013)[59]
- University of Maryland (2013)[59]
- Maitripa College (2013)[59]
- Tulane University (2013)[59]

### Funkcje honorowe
- Honorowy przewodniczący Chińskiego Stowarzyszenia Buddyjskiego (1953-1959)[60]
- Honorowy patron Departamentu Finansów Centralnego Rządu Tybetańskiego[61]
- Patron Polskiej Unii Buddyjskiej (1997)[62]
- Patron The Buddhist Book Project Poland (21 sierpnia 2001)[63]
- Honorowy członek Club of Budapest[64]
- Członek komitetu patronackiego The Center for Compassion and Altruism Research and Education[65]
- Honorowy członek International Committe for the Banner of Peace[66]
- Honorowy przewodniczący Mind and Life Institute[67]
- Honorowy członek The Dalai Lama Center for Ethics and Transformative Values[68]
- Patron Buddhist Society of UK[69]
- Honorowy patron Charytatywnej Aukcji Dzieł Sztuki Współczesnej i Aktualnej w Warszawie (2007)[70]

### Honorowe obywatelstwa
- Kanada (2006)[71]
- Wenecja[72]
- Rzym[73]
- Wrocław (2008)[74][75]
- Paryż (2008)[76][77]
- Warszawa (2009)[78][79]
- Memphis (2009)
- Budapeszt (2010)[80]

## Związki z chrześcijaństwem
XIV Dalajlama uważa Jezusa Chrystusa za bodhisattwę:

Jezus Chrystus również żył kilka razy... A więc, widzicie, osiągnął wyższy stan jako Bodhisattwa lub osoba oświecona, przez praktykę buddyjską lub coś podobnego...

## Kontrowersje
Rząd Chińskiej Republiki Ludowej oskarża „klikę dalajlamy” o działalność secesjonistyczną i nawoływanie do oderwania Tybetu od Chin, a także o próby „szerzenia chaosu” w tym regionie m.in. poprzez sprowokowanie zamieszek w Tybecie w marcu 2008 roku. Krytykuje również deklaracje tybetańskiego lidera o wyznaczeniu swojego następcy za życia, nazywając je „gwałtem na tybetańskiej tradycji”.
Australijski dziennik The Age oskarżył dalajlamę o pobieranie, a następnie sprzeniewierzanie gigantycznych sum pieniędzy od CIA, a także o korupcję i nepotyzm poprzez obsadzanie swojego rodzeństwa na wysokich stanowiskach w tybetańskim rządzie na uchodźstwie. W 1998 roku tybetański rząd na uchodźstwie przyznał, że w latach 60. otrzymał od CIA w sumie 1,7 mln $ przeznaczonych na szkolenie antychińskiej partyzantki, zdementował natomiast informacje o otrzymywaniu przez dalajlamę prywatnej pensji od amerykańskiego wywiadu. Zarzuty o komercyjne działania dalajlamy pojawiły się także w związku z jego wystąpieniem w reklamie firmy Apple Inc.
Kontrowersje wywołały nawoływania dalajlamy do światowego pokoju, przy jednoczesnym wyrażaniu poparcia dla indyjskich prób nuklearnych. Przed zamachem terrorystycznym w tokijskim metrze w 1995 roku dalajlama wielokrotnie spotykał się z Shōkō Asaharą, przywódcą sekty Najwyższej Prawdy, który podarował mu kwotę 45 milionów rupii.
Opinia dalajlamy potępiająca kult buddyjskiego bóstwa Dordże Szugden spowodowała gniewną reakcję części środowiska buddyjskiego. Członkowie organizacji Nowa Tradycja Kadampy, założonej przez mieszkającego w Wielkiej Brytanii tulku, oskarżają Tenzina Gjaco o ograniczanie wolności religijnej. 5 lutego 1997 w Dharamsali został zamordowany jeden z najbliższych współpracowników Dalajlamy, dyrektor utworzonego z jego inicjatywy Instytutu Dialektyki Buddyjskiej, Lobsang Gjaco. W czasie wizyty dalajlamy w Wielkiej Brytanii i Australii w czerwcu 2008 roku doszło do ulicznych demonstracji z udziałem mnichów i mniszek; demonstranci trzymali transparenty z hasłami „kłamca” i „hipokryta”.
Dalajlamę krytykują radykalni tybetańscy działacze emigracyjni. Zdaniem członków Kongresu Młodzieży Tybetańskiej jego polityka jest „zbyt pokojowa” i „nieskuteczna”.
Kontrowersje wśród części tybetańskiej diaspory budzi sformułowana przez dalajlamę tzw. propozycja strasburska. Stanowi ona rozwinięcie Pięciopunktowego Planu Pokojowego, przedstawionego przed amerykańskim Kongresem w 1987. Zakłada utworzenie w Tybecie samorządnego i demokratycznego organizmu politycznego stowarzyszonego z ChRL, w którym inkarnacja dalajlamy nie zajmowałaby żadnego stanowiska. Krytycy tej koncepcji nazywają ją „zdradą sprawy Tybetu”. Zauważają również, że została ona przedstawiona na arenie międzynarodowej bez przeprowadzenia odpowiednich konsultacji społecznych.
Niewielka grupa konserwatywnych buddystów praktykujących w szkole Karma Kagyu podejrzewa dalajlamę o użycie czarnej magii przeciwko XVI Karmapie, który zmarł na raka w 1981.
Kontrowersje budzi rola XIV Dalajlamy w poszukiwaniach inkarnacji XVI Karmapy. W 2001 przedstawiciele 500 klasztorów i ośrodków medytacyjnych szkoły Karma Kagyu popierających pretendenta do tytułu Karmapy Taje Dordże wystosowali do dalajlamy list otwarty, w którym domagali się, aby ten „wycofał się z wewnętrznego konfliktu szkoły Karma Kagyu” i zaprzestał wspierania Ogjena Trinleja Dordże. Oskarżyli go również o „celowe popieranie niewłaściwych decyzji i działań skorumpowanych lamów Kagyu”. Środowiska związane z Ole Nydahlem zarzucają mu wręcz współpracę z komunistycznymi władzami Chin w celu opanowania szkoły Karma Kagyu.
Liczne protesty wywołały wykłady Tenzina Gjaco dotyczące pracy ludzkiego mózgu na Uniwersytecie Stanforda wygłoszone w 2005. Grupa kilkuset naukowców podpisała wówczas petycję, w której sprzeciwiała się wystąpieniom tybetańskiego lidera. Twierdzili w niej, że nie jest on osobą kompetentną, by wypowiadać się na tematy medyczne.
28 lutego 2023 roku podczas spotkania, które odbyło się w świątyni w Dharamsali w Indiach, został nagrany film, na którym widać jak dalajlama całuje młodego chłopca w usta i prosi dziecko, by ssało mu język. Po fali krytyki biuro dalajlamy wydało oświadczenie, w którym zawarto przeprosiny wobec chłopca i jego bliskich, stwierdzając, że „Jego Świątobliwość często dokucza ludziom, których spotyka, w niewinny i żartobliwy sposób, również publicznie przed kamerami i że żałuje tego incydentu”.

## Rodzina
Drzewo genealogiczne:
| Taszi Thondup | Taszi Thondup |                                   |                                   | Lhamo Dolma | Lhamo Dolma |  |  | Czodong Phuncok | Czodong Phuncok |                                                  |                                                  | Dolma Co | Dolma Co |
|               |               |                                   |                                   |             |             |  |  |                 |                 |                                                  |                                                  |          |          |
|               |               |                                   |                                   |             |             |  |  |                 |                 |                                                  |                                                  |          |          |
|               |               | Czökjong Cering ur. 1899 zm. 1947 | Czökjong Cering ur. 1899 zm. 1947 |             |             |  |  |                 |                 | Sonam Como (Deczi Cering) ur. 1900 zm. 12 I 1981 | Sonam Como (Deczi Cering) ur. 1900 zm. 12 I 1981 |          |          |
|               |               |                                   |                                   |             |             |  |  |                 |                 |                                                  |                                                  |          |          |
|               |               |                                   |                                   |             |             |  |  |                 |                 |                                                  |                                                  |          |          |
|               |               |                                   |                                   |             |             |  |  |                 |                 |                                                  |                                                  |          |          |

|                                   |                                   |                                                                       |                                                                       |                                          |                                          |                                  |                                  |                                                            |                                                            |
|                                   |                                   |                                                                       |                                                                       |                                          |                                          |                                  |                                  |                                                            |                                                            |
|                                   |                                   |                                                                       |                                                                       |                                          |                                          |                                  |                                  |                                                            |                                                            |
|                                   |                                   |                                                                       |                                                                       |                                          |                                          |                                  |                                  |                                                            |                                                            |
| Cering Dolma ur. 1920 zm. XI 1964 | Cering Dolma ur. 1920 zm. XI 1964 | Thupten Dżigme Norbu (Takcer Rinpocze) ur. 16 VIII 1922 zm. 5 IX 2008 | Thupten Dżigme Norbu (Takcer Rinpocze) ur. 16 VIII 1922 zm. 5 IX 2008 | Gjalo Thondup ur. 1929                   | Gjalo Thondup ur. 1929                   | Lobsang Samten ur. 1932 zm. 1985 | Lobsang Samten ur. 1932 zm. 1985 | Lhamo Thondup (Tenzin Gjaco, XIV Dalajlama) ur. 6 VII 1935 | Lhamo Thondup (Tenzin Gjaco, XIV Dalajlama) ur. 6 VII 1935 |
|                                   |                                   |                                                                       |                                                                       |                                          |                                          |                                  |                                  |                                                            |                                                            |
| Dziecyn Pema ur. 7 VII 1940       | Dziecyn Pema ur. 7 VII 1940       | Tenzin Czota                                                          | Tenzin Czota                                                          | Tenzin Czögjal (Ngari Rinpocze) ur. 1946 | Tenzin Czögjal (Ngari Rinpocze) ur. 1946 |                                  |                                  |                                                            |                                                            |